# Бушихед (Оклахома)
Бушихед (енгл. Bushyhead) насељено је место без административног статуса у америчкој савезној држави Оклахома.

## Демографија
По попису из 2010. године број становника је 1.314, што је 111 (9,2%) становника више него 2000. године.
| Група             | 2000.       | 2010.       |
| Белци             | 889 (73,9%) | 888 (67,6%) |
| Афроамериканци    | 4 (0,3%)    | 7 (0,5%)    |
| Азијати           | 0 (0,0%)    | 5 (0,4%)    |
| Хиспаноамериканци | 24 (2,0%)   | 58 (4,4%)   |
| Укупно            | 1.203       | 1.314       |